# Мозаицизам
Мозаицизам је појава када једна особа има најмање две ћелијске линије различитог кариотипа, а које су настале деобом једног зигота. У већини случајева присутна је једна нормална и једна аберантна ћелијска линија. Настаје услед грешке у митози зигота због чега се образују ћелије са различитим бројем хромозома. 
Тако могу настати:
- монозомичне,
- тризомичне и
- ћелије са нормалним бројем хромозома.

Ћелијска линија са монозомијом завршава летално, а мозаицизам се најчешће састоји од једне нормалне (2n=46) и једне тризомичне ћелијске линије (има 47 хромозома).
Ако је у питању мозаицизам везан за тризомију 21, онда се такав мозаик обележава са: 
- 46,XX/47,XX,+21 или
- 46,XY/47,XY,+21 - за мушки пол.

Клиничка слика је слабије изражена код особа које су мозаици ако је аберантна ћелијска линија мање заступљена.